# 泥炭

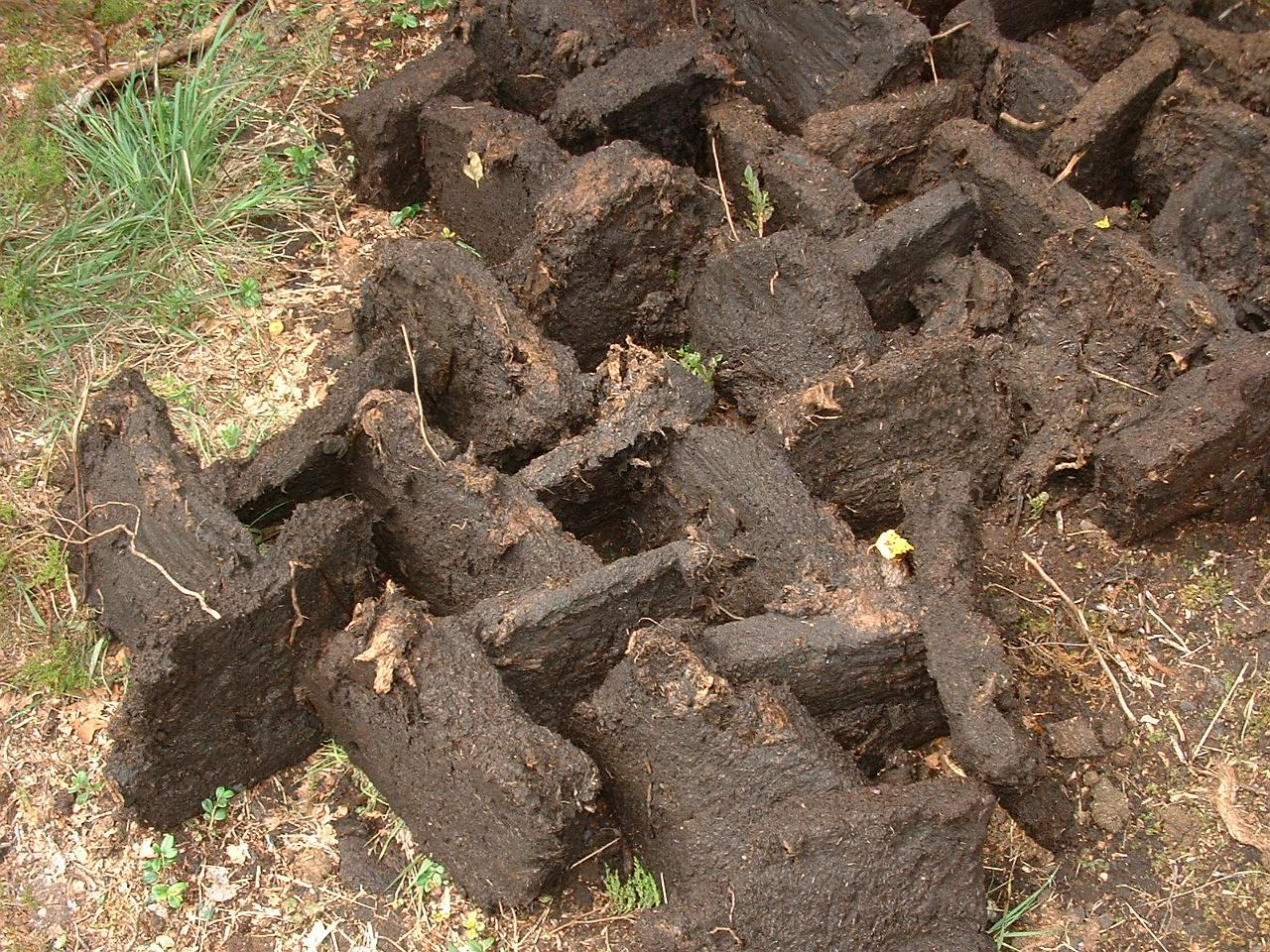
切り出された泥炭

泥炭（でいたん、英: peat）は、泥状の炭で、石炭の一種。石炭の中では植物からの炭化度が少ない。見た目は湿地帯の表層などにある何の変哲もない普通の泥だが、可燃物である。採取して乾かせば燃料として使用できる一方で、山火事の延焼要因ともなる。英語のピート、あるいは草炭（）とも呼ばれることがある。

## 概要

### 蓄積する条件
泥炭は植物遺骸の堆積が微生物等による分解速度を上回った土地に形成される。酸性、嫌気性といった条件で植物の分解速度は遅くなるため、酸性の湿地で形成されることが多いが、アルカリ土壌でも形成されうる（フェン）。
泥炭が蓄積した湿地帯を泥炭地と呼び、日本では主に北海道地方を中心に北日本に多く分布する。泥炭あるいは泥炭地はあらゆる気候と大陸で存在しており、地球表面の2.8%を占める。多くはヨーロッパ、北アメリカ、ロシアの低温多雨条件で形成され、ミズゴケを主体とするが、東南アジア、中央アメリカ、アフリカ等では高温多雨条件で形成され、木質遺骸を含むトロピカルピートが形成される。泥炭には植物の遺骸が残っているが、適切な地質学的条件（深く、熱く）になると石炭になると考えられている。
泥炭の埋蔵量は莫大で5千億トン程度と考えられているが、泥炭の形成速度は1年に1mm程度であり、再生可能な資源ではない。

## 主な用途
炭素の含有率が低く（不純物が多く）、含水量も多い質の悪い燃料である。このため、日本では工業用燃料としての需要は少ないが、第二次世界大戦末期には貴重な燃料として使われた。またスコットランドではスコッチ・ウイスキーの製造で大麦を発芽させて麦芽にした後、麦芽の成長を止めるために乾燥させる際の燃料として、香り付けを兼ねて使用される。この時つく香気をピート香と言う。ただし、泥炭だけで乾燥を行うことは少なく、他の燃料も併用することが多い。現在、日本では厚岸ウイスキーが釧路湿原や厚岸別寒辺牛で採掘を行っているほか、工業用脱臭剤などの用途で個人による小規模な採掘が行われている。かつてはニッカウヰスキーなどの会社も自社用のために石狩平野で採掘を行っていた。
このほか、繊維質を保ち、保水性や通気性に富むので、園芸では腐植土として培養土に混入し、土質を改善させるために肥料として重宝される。泥炭中の微生物が有機酸を生成するために酸性であるので、アルカリ土壌を好む植物に使用する場合は石灰などで中和する必要があるが、逆にアルカリ土壌を中和させるためにそのまま使われることもある。また泥炭をプレスして播種、育苗用の植木鉢としたものもあり、これは時間が経つと土と同化するので、植物を抜かずにそのまま植え替えることができる。
泥炭はわずかな荷重で圧縮されるため、泥炭地は地盤として流砂並みに軟弱である。建築のみならず道路などの敷設においても大きな問題と見なされ、十分な基礎工事が必要となる。
2000年代には火力発電のエネルギー源として主に北欧などで利用されるようになった。たとえばフィンランド一国の泥炭埋蔵量は北海油田の埋蔵量の2倍に匹敵し、泥炭発電は同国のエネルギー消費の7%を賄っている。

### 日本国内の利用
第二次世界大戦後、日本では都市部を中心に燃料事情が逼迫。特に、1947年の冬に向け東京都内の家庭に配給する木炭、薪の工面が絶望的となった。このため千葉県検見川町（現:千葉市花見川区）に存在する東京大学の敷地（現:東京大学検見川総合運動場）および周辺では、埋蔵量1000万トンとも推定される泥炭が盛んに採掘されるようになり、豆炭に加工して各家庭に供給された。検見川の泥炭地では、採掘中に縄文時代の丸木舟などが出土、その後の発掘により大賀ハスが見出されている。

## 火災の危険性
泥炭地は土そのものが可燃物であるため、落雷や放火などの人為的・自然的な発火を問わず、一旦火がつけばすぐに延焼が発生し、長期にわたり大きく燃え上がり、消火が非常に困難である。今日でも東南アジアなどの泥炭地が多くある場所ではしばしば泥炭による火災が発生し、煙害や、温暖化ガスである二酸化炭素排出、資源浪費などを引き起こしている。
例えば、インドネシアではプランテーション開発のため熱帯林を伐採したうえで、その下にある泥炭湿地に溝を掘って水を抜き、二酸化炭素排出量と森林火災のリスクを増やしているとして、国際的に問題視されていた。それを受け、インドネシア政府は2016年に泥炭に係る諸問題を管轄する「泥炭復興庁」を設置した。

## ギャラリー

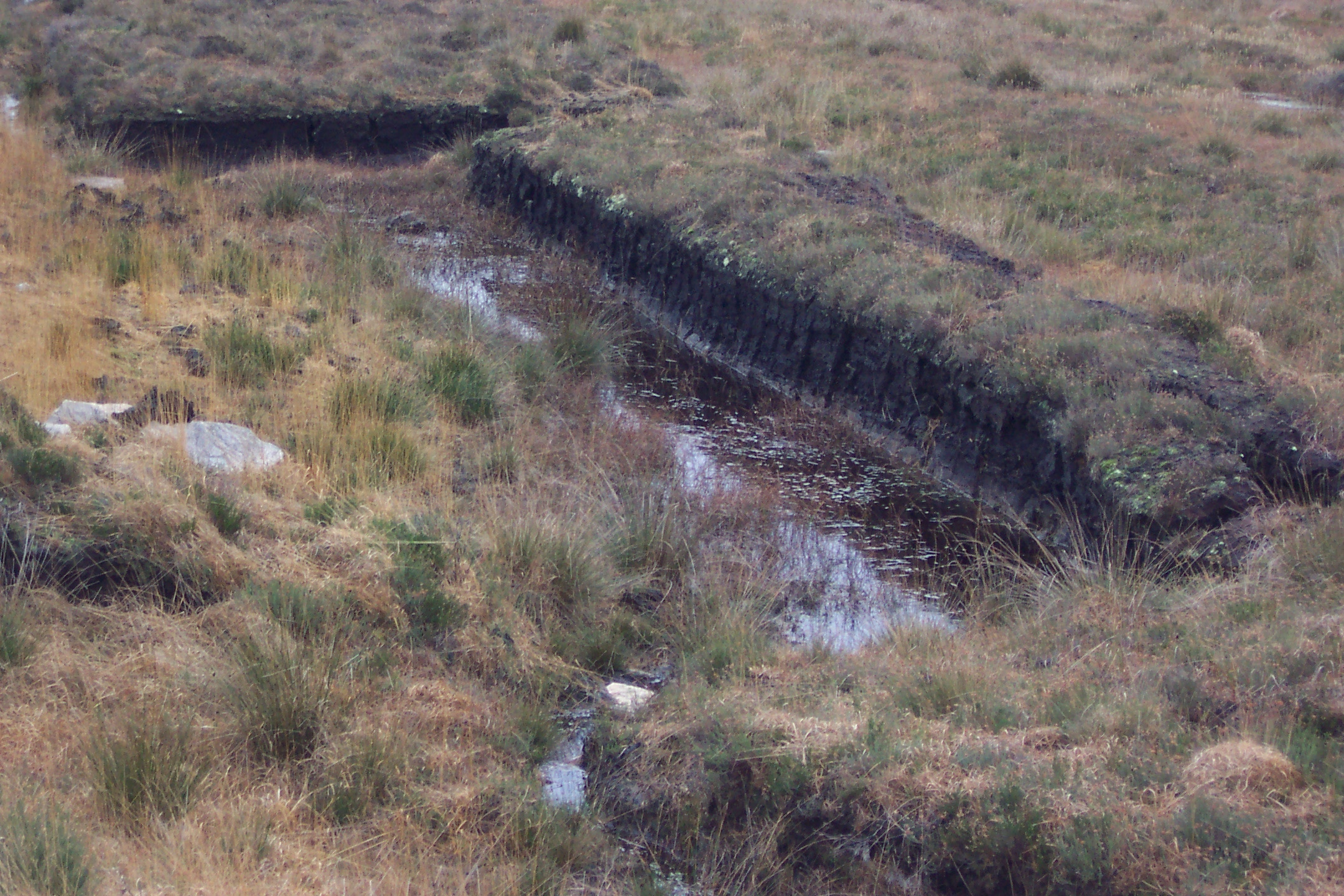
泥炭地
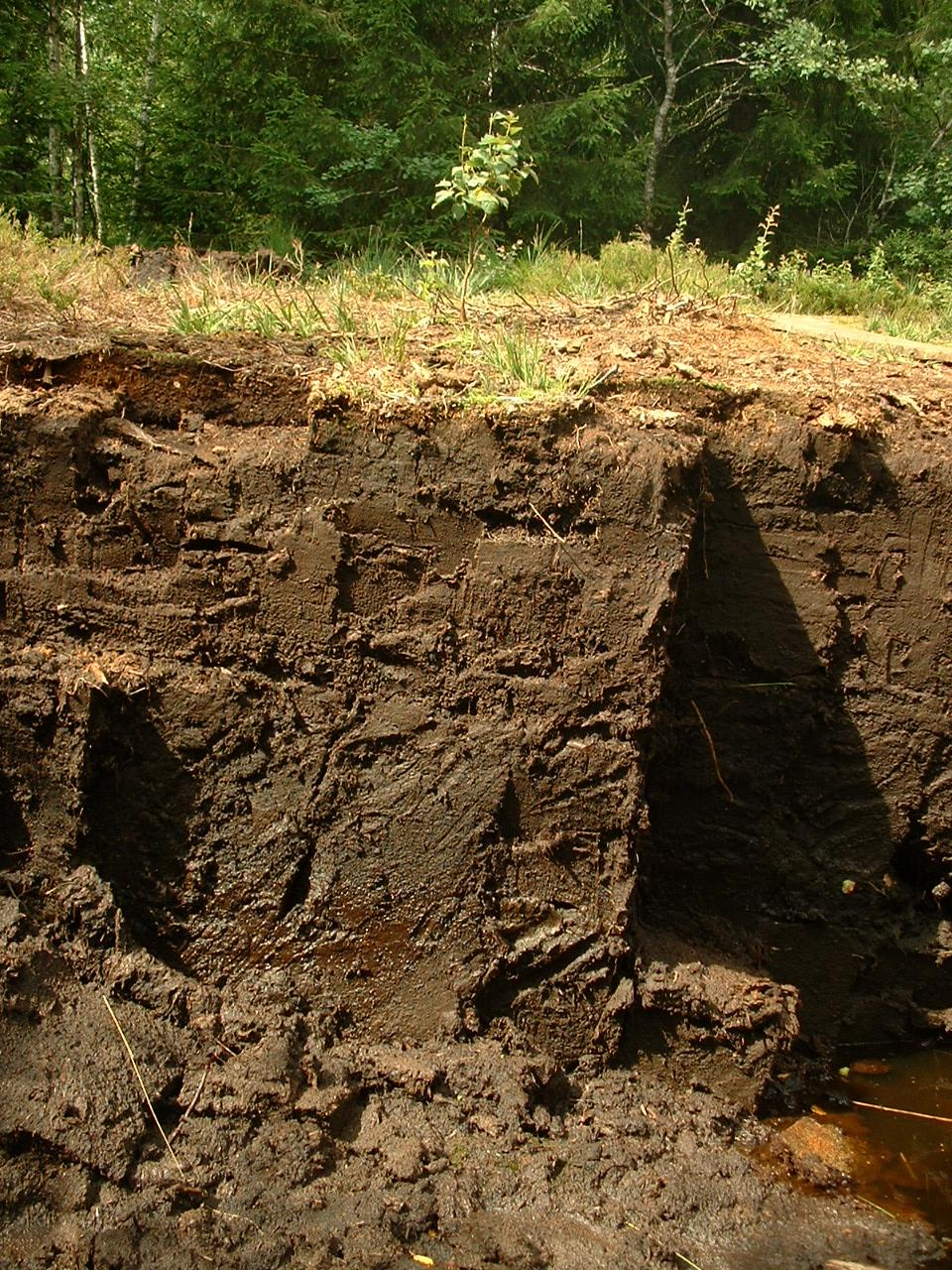
泥炭層
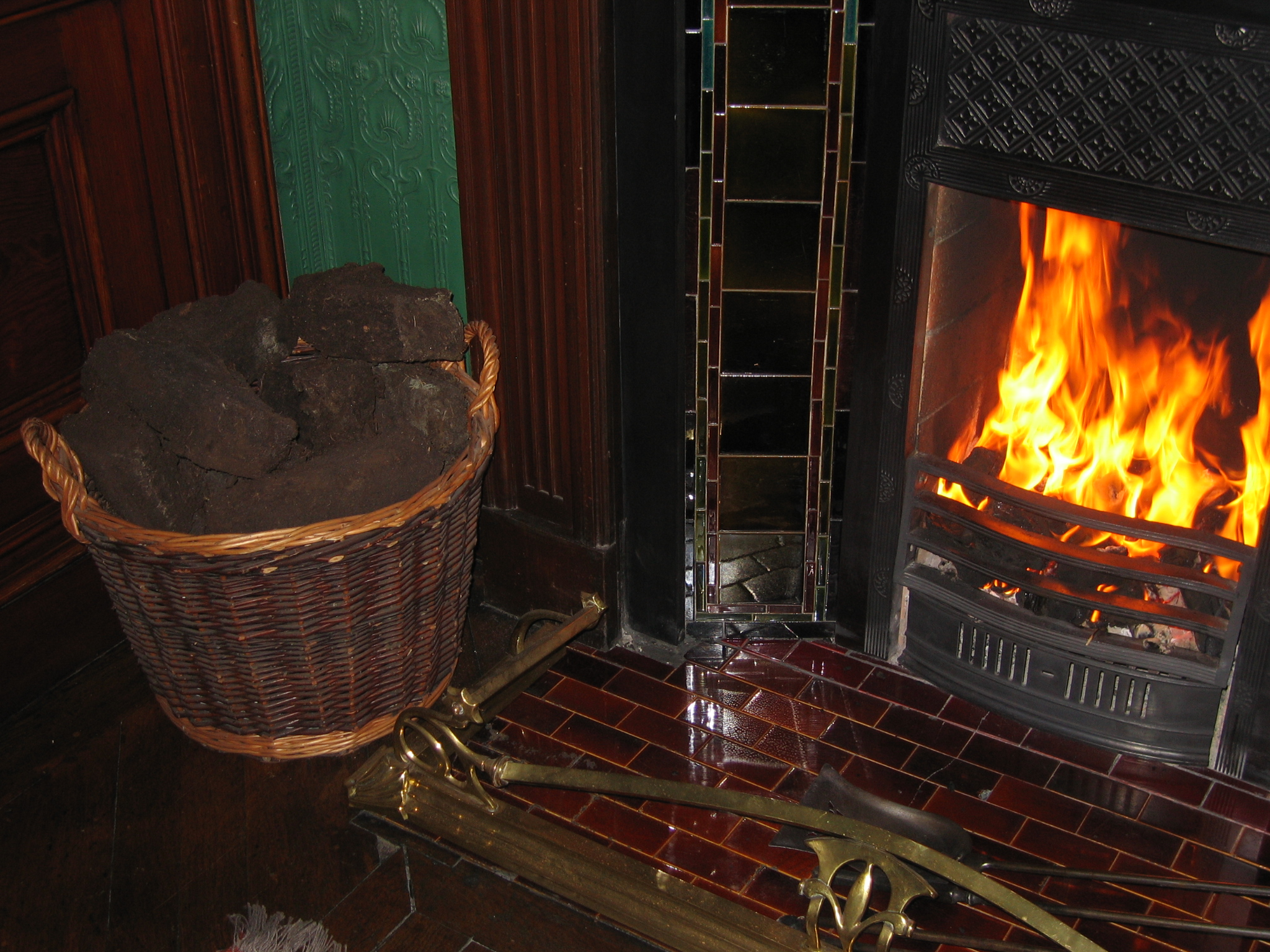
泥炭と暖炉

## その他
- 泥炭は、植物由来であるため花粉の化石を含むことがある。この化石を分析（花粉分析）することは、泥炭が形成され始めた当時の気候や植物群落の状態を推測する手掛かりとなる[11]。
- ネッシーで有名なネス湖では、付近の地層から泥炭が流れ込むため、ほとんどの場所が濁っている。